# 哈特塞爾鎮區 (阿肯色州懷特縣)
哈特塞爾鎮區（英語：Hartsell Township）是位於美國阿肯色州懷特縣的一個行政鎮區。

## 地方資料
哈特塞爾鎮區的面積為77.22平方千米，當中陸地面積為77.13平方千米，而水域面積為0.09平方千米。根據2010年美國人口普查的數據，當地共有人口678人，而人口密度為每平方千米8.78人。